# Busycon lyonsi
Busycon lyonsi är en snäckart som beskrevs av Edward James Petuch 1987. Busycon lyonsi ingår i släktet Busycon och familjen Melongenidae. Inga underarter finns listade i Catalogue of Life.